# Erik Israelsson
Erik Gustav Roger Israelsson (født 25. februar 1989 i Kalmar, Sverige) er en svensk tidligere fodboldspiller (midtbane).
Israelsson tilbragte størstedelen af sin karriere i hjemlandet, hvor han blandt andet repræsenterede Kalmar FF i sin fødeby. Han var med til at vinde det svenske mesterskab med klubben i 2008. Senere i karrieren havde han også udlandshophold i Holland og Norge.
Israelsson nåede aldrig at repræsentere det svenske A-landshold, men spillede i 2008 en enkelt kamp for landets U21-landshold.

## Titler
Allsvenskan
- 2008 med Kalmar FF

Svenska Supercupen
- 2009 med Kalmar FF